# Insulele Comore
Insulele Comore sunt un arhipelag ce se află în largul Africii, în Canalul Mozambic  ce desparte insula Madagascar de continent. Principalele insule din arhipelag sunt Grande Comore, Anjouan, Mohéli și Mayotte. Toate insulele din arhipelag sunt de origine vulcanică.
Din punct de vedere politic, arhipelagul este divizat în două entități:
- Comore, un stat suveran
- Mayotte, o Colectivitate de peste mări franceză

Insulele arhipelagului și principalele caracteristici sunt:
- Grande Comore, cea mai mare insulă, ce conține capitala Republicii Comore, Moroni
- Anjouan, o altă insulă din cadrul statului Comore ce are o puternică mișcare separatistă
- Moheli, asemenea insulei Anjouan, este parte din statul Comore dar are tendințe separatiste
- Mayotte, insula sub suveranitate franceză
- Pamanzi, cea de a doua cea mai importantă insulă din colectivitatea Mayotte. Aici se găsește aeroportul colectivitatii, la Dzaoudzi
- Banc du Geyser, un recif subacvatic, rămășițele celei de a cincea insule a arhipelagului
- Banc du Leven, un alt recif subacvatic, rămășițele celei de a șasea insule a arhipelagului
- Banc Vailheu, la nord-vest de Grande Comore, un recif ce se află la 7 metri sub nivelul mării la maree joasă. Este o formațiune vulcanică activă ce are posibilitatea să formeze o insulă în viitor.
- Eventual Insulele Glorioase, insule aflate sub administrație franceză, administrate de fosta colonie Comoros înainte de independență și revendicate de acest stat.